# 3,4-Epoxycyclohexylmethyl-3′,4′-epoxycyclohexancarboxylat
3,4-Epoxycyclohexylmethyl-3′,4′-epoxycyclohexancarboxylat (ECC) ist ein cycloaliphatisches Epoxidharz, das zahlreiche industrielle Anwendungen besitzt. Es wird durch kationische Polymerisation mit Hilfe thermolatenter Photoinitiatoren zu vernetzten, unlöslichen Duroplasten umgesetzt. Formulierungen, die auf cycloaliphatischen Epoxidharzen wie ECC basieren sind dafür bekannt, durch Härtung in Duroplaste mit hoher Wärme- und Chemikalienbeständigkeit sowie guter Haftung überzugehen.

## Geschichte
Die Homopolymerisation von 3,4-Epoxycyclohexylmethyl-3′,4′-epoxycyclohexancarboxylat basiert auf kationischer Strahlenhärtung, welche über eine photochemische Bildung einer Supersäure und anschließende kationische Polymerisation verläuft. Dies wurde das erste Mal in den 1970er-Jahren erkannt.

## Herstellung
3,4-Epoxycyclohexylmethyl-3′,4′-epoxycyclohexancarboxylat kann über eine Claisen-Tiščenko-Reaktion mit nachfolgender Epoxidierung durch eine Persäure hergestellt werden.

## Eigenschaften
3,4-Epoxycyclohexylmethyl-3′,4′-epoxycyclohexancarboxylat besitzt bei 25 °C eine dynamische Viskosität von 400 mPa·s.

## Reaktivität
Zur Homopolymerisation werden dem Monomer 3,4-Epoxycyclohexylmethyl-3′,4′-epoxycyclohexancarboxylat 1,5 bis 3 Gew.-% eines Initiators zugesetzt. Oberhalb von 3 Gew.-% Initiator wurde keine Beschleunigung mehr gefunden, steigende Anteile von Initiatoren erhöhen jedoch die Sprödigkeit des Duroplasten. Nach einer Photopolymerisation ist meist noch ein Post-Curing für die komplette Aushärtung notwendig.
Es ist bekannt, dass die Reaktivität des Monomers geringer ist, als sie sein könnte, da die enthaltene Estergruppe mit dem reaktiven Kettenende reagiert und diesen so stabilisiert. Es reagiert daher deutlich langsamer als andere Moleküle ohne Estergruppe. Die Polymerisationsrate von ECC ist zudem deutlich langsamer als die radikalischer Monomere. Es ist daher das Ziel der Forschung, kationische Systeme mit höheren Polymerisationsgeschwindigkeit aber gleicher Performance zu erfinden.

## Vernetztes ECC
Kationisch vernetztes 3,4-Epoxycyclohexylmethyl-3′,4′-epoxycyclohexancarboxylat wird in einer Vielzahl von industriellen Anwendungen eingesetzt, wegen seiner geringen Viskosität, ausgezeichnete elektrische Eigenschaften und hohen Zuverlässigkeit u. a. als elektrischer Isolator, Beschichtung und Klebstoff oder Druckfarbe. Homopolymerisiertes ECC ist jedoch ausgesprochen spröde, was nachteilhaft ist. Diesem Problem kann durch Integration von Elastomerpartikel in die Epoxidmatrix, wie Gummi oder Silikon, durch Integration von anorganischen Füllstoffen oder durch Plastifizierung aufgrund der Polymerisation in Gegenwart von Polyesterpolyolen begegnet werden. Letztere werden über den Aktivierten-Monomer-Mechanismus auch kovalent in das Polymernetzwerk eingebunden.

## Sicherheitshinweise
3,4-Epoxycyclohexylmethyl-3′,4′-epoxycyclohexancarboxylat wurde 2013 von der EU gemäß der Verordnung (EG) Nr. 1907/2006 (REACH) im Rahmen der Stoffbewertung in den fortlaufenden Aktionsplan der Gemeinschaft (CoRAP) aufgenommen. Hierbei werden die Auswirkungen des Stoffs auf die menschliche Gesundheit bzw. die Umwelt neu bewertet und ggf. Folgemaßnahmen eingeleitet. Ursächlich für die Aufnahme von 3,4-Epoxycyclohexylmethyl-3′,4′-epoxycyclohexancarboxylat waren die Besorgnisse bezüglich Exposition von Arbeitnehmern und hohes Risikoverhältnis (Risk Characterisation Ratio, RCR) sowie der Gefahren ausgehend von einer möglichen Zuordnung zur Gruppe der CMR-Stoffe und der vermuteten Gefahren durch sensibilisierende Eigenschaften. Die Neubewertung fand ab 2013 statt und wurde von Irland durchgeführt. Anschließend wurde ein Abschlussbericht veröffentlicht.